# Поворотний НЧ-динамік
Поворотний низькочастотний динамік — це гучномовець у стилі сабвуфера, який відтворює вміст дуже низьких частот, використовуючи рух звичайної звукової котушки динаміка для зміни кроку (кута) лопатей імпелера, що обертається з постійною швидкістю. Крок лопатей вентилятора контролюється звуковим сигналом, що подається на звукову котушку, і може коливатися як в позитивну, так і в негативну сторону відносно положення обертової лопаті з нульовим кроком. Оскільки підсилювач звуку змінює лише крок лопатей, для роботи обертового НЧ-динаміка потрібно набагато менше енергії на дБ генерованого рівня акустичного звуку, ніж для живлення рухомого електромагніту (звукової котушки) звичайного сабвуфера, який розміщений усередині поля нерухомого магніту для руху конуса, який потім витісняє повітря. Поворотні НЧ-динаміки чудово відтворюють звуки нижче 20 Гц, що нижче нормального діапазону слуху та в стіні герметичної кімнати можуть створювати звукові частоти нижче 1 Гц, як перепад статичного тиску, простим стисненням повітря в герметичному приміщенні. 

## Опис

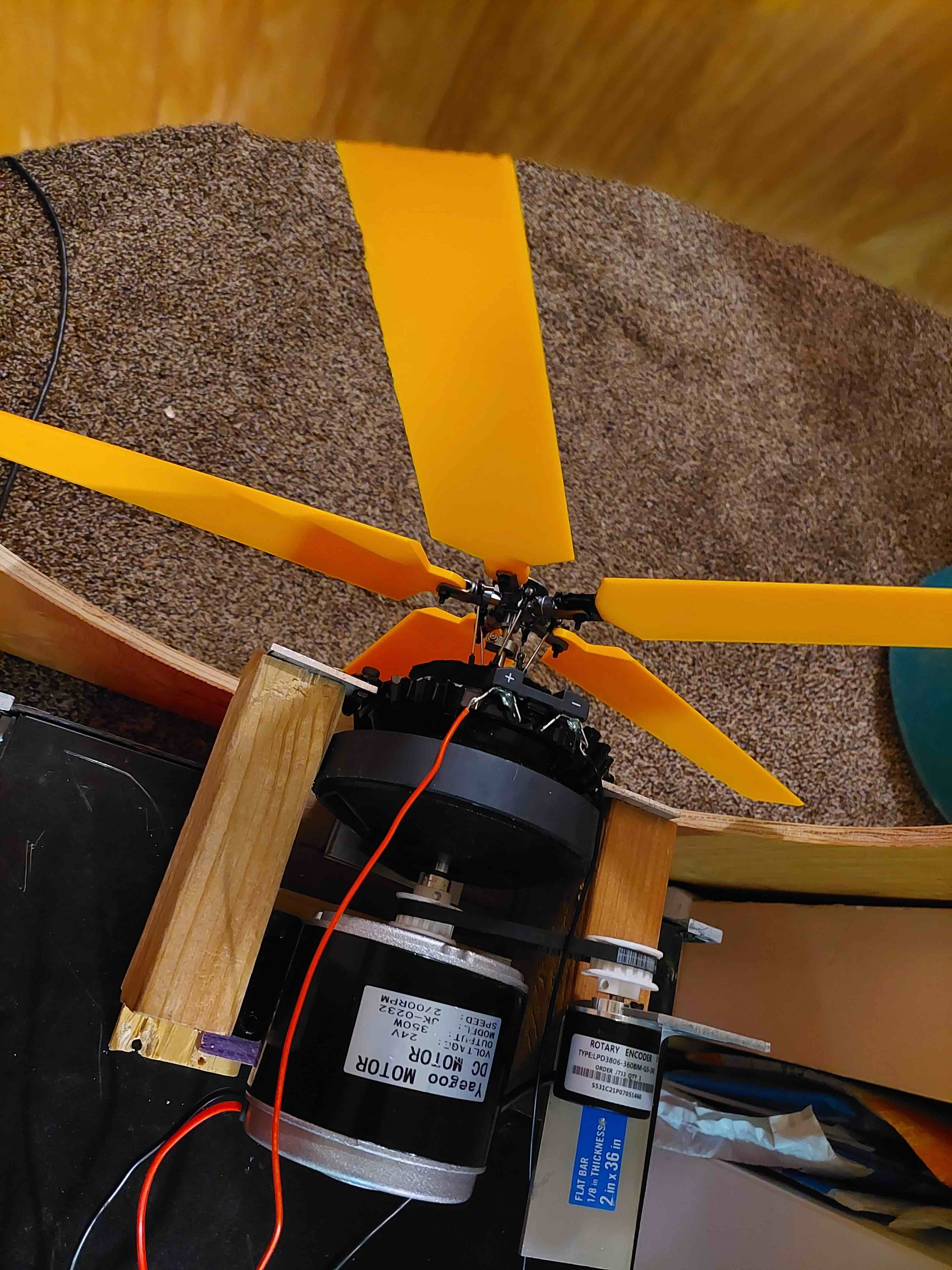
Саморобний поворотний сабвуфер із надрукованими на 3D-принтері лопатями вентилятора, прикріпленими до перекидної пластини вертольота.

На початку 1970-х років, дослідники помітили, що хоча люди можуть виявляти частоти нижче 20 Гц, вухо було набагато менш чутливим до цих частот. Як наслідок, для сприйняття цих звуків потрібні підвищені рівні звукового тиску. Ці частоти часто не чутні, але підсвідомо виявляються людьми (див.: інфразвук). Типові сабвуфери з рухомими конусами погано передають енергію коливання в повітря при частоті нижче 20 Гц, тому їх рівень звукового тиску падає значно нижче цієї частоти.  
Для допомогти людям із сприйманням дуже низькочастотного вмісту, доступного у звукозаписі, Брюс Тігпен з Eminent Technology експериментував із новими методами створення необхідного рівня звукового тиску. Поворотний НЧ-динамік витісняє набагато більше повітря, ніж це можливо за допомогою рухомих лопатів, що робить можливим відтворення дуже низьких частот.
Замість використання рухомого електромагніту (звукової котушки), розміщеного в полі нерухомого магніту для приводу конуса, як у звичайного сабвуфера, на обертовому НЧ-динаміку рух звукової котушки використовується для зміни кроку лопатей вентилятора, який обертається із постійною обертовою швидкістю, для створення хвиль звукового тиску. Крок лопатей змінюється відповідно до сигналу, який подає підсилювач звукового сигналу, утворюючи модульовану звукову хвилю завдяки повітрю, яке рухається обертовими лопатями.  Якщо сигнал не подається, лопаті просто обертаються в площині з нульовим кроком, не створюючи звуку. Оскільки підсилювач звуку змінює лише крок лопатей, для керування обертовим НЧ-динаміком потрібно набагато менше енергії, хоча для керування двигуном вентилятора потрібне додаткове джерело живлення.  
Для аналогії, втулка для зміни кроку лопатів вентилятора НЧ-динаміка дещо схожа на перекісну пластину вертольота, яка дозволяє нерухомому джерелу зворотно-поступального руху — звуковій котушці сабвуфера змінювати кут обертового набору лопатей. Багато DIY ротаційних динаміків використовують перекісну пластину радіокерованого вертольота, підключену до модифікованого традиційного драйвера сабвуфера, який діє як лінійний привід для модуляції кроку лопатей.

## Недоліки
Поворотний низькочастотний динамік призначений для відтворення частот нижче 20 Гц; спотворення зростають, коли вхідна частота перевищує швидкість обертання вентилятора (20 Гц буде приблизно 1200 об/хв для вентилятора). Частота обертів вентилятора обмежена для зменшення створюваного шуму. Сучасні моделі зазвичай обертаються зі швидкістю близько 800 об/хв (13 Гц). Іншою проблемою з поворотними НЧ-динаміками є вимога до простору. Традиційні сабвуфери потребують перегородки або корпусу, щоб запобігти погасання вихідних хвиль. Обертові НЧ-динаміки також потребують перегородки або корпусу, однак, оскільки частоти дуже низькі, корпус або перегородка мають бути дуже великими порівняно з цим. Без перегородки чи корпусу звуковий тиск із задньої частини пристрою, будучи зміщеним по фазі на 180 градусів, майже повністю скасовує звуковий тиск із переднього кінця, що призводить до дуже низького вихідного сигналу. Нескінченну перегородку можна створити, встановивши НЧ-динамік і круглий виріз на вікні. Альтернативою може виступати горище, підвал або допоміжне приміщення.

## Встановлення
Шість обертових динаміків встановлено як частина атракціону Ніагарський водоспад, відомого як Niagara's Fury, розташованого в Table Rock House, щоб забезпечити розширення діапазону низьких частот менше ніж до 1 Гц, щоб імітувати інфразвукові коливання, створювані водоспадом. 